# SLC25A29
SLC25A29 (англ. Solute carrier family 25 member 29) – білок, який кодується однойменним геном, розташованим у людей на короткому плечі 14-ї хромосоми. Довжина поліпептидного ланцюга білка становить 303 амінокислот, а молекулярна маса — 32 062.
| 10         |  | 20         |  | 30         |  | 40         |  | 50         |
| ---------- |  | ---------- |  | ---------- |  | ---------- |  | ---------- |
| MALDFLAGCA |  | GGVAGVLVGH |  | PFDTVKVRLQ |  | VQSVEKPQYR |  | GTLHCFKSII |
| KQESVLGLYK |  | GLGSPLMGLT |  | FINALVFGVQ |  | GNTLRALGHD |  | SPLNQFLAGA |
| AAGAIQCVIC |  | CPMELAKTRL |  | QLQDAGPART |  | YKGSLDCLAQ |  | IYGHEGLRGV |
| NRGMVSTLLR |  | ETPSFGVYFL |  | TYDALTRALG |  | CEPGDRLLVP |  | KLLLAGGTSG |
| IVSWLSTYPV |  | DVVKSRLQAD |  | GLRGAPRYRG |  | ILDCVHQSYR |  | AEGWRVFTRG |
| LASTLLRAFP |  | VNAATFATVT |  | VVLTYARGEE |  | AGPEGEAVPA |  | APAGPALAQP |
| SSL        |  |            |  |            |  |            |  |            |

A: Аланін

C: Цистеїн

D: Аспарагінова кислота

E: Глутамінова кислота

F: Фенілаланін

G: Гліцин

H: Гістидин

I: Ізолейцин

K: Лізин

L: Лейцин

M: Метіонін

N: Аспарагін

P: Пролін

Q: Глутамін

R: Аргінін

S: Серин

T: Треонін

V: Валін

W: Триптофан

Задіяний у таких біологічних процесах, як транспорт, альтернативний сплайсинг. 
Локалізований у мембрані, мітохондрії, внутрішній мембрані мітохондрії.